# Großsteingräber bei Bederkesa
Die Großsteingräber bei Bederkesa waren zwei megalithische Grabanlagen der jungsteinzeitlichen Trichterbecherkultur bei Bad Bederkesa, einer Ortschaft der Stadt Geestland im niedersächsischen Landkreis Cuxhaven. Sie wurden im 19. oder frühen 20. Jahrhundert zerstört. Ihr genauer Standort ist nicht überliefert. Auch über Ausrichtung, Maße und Grabtyp liegen keine näheren Angaben vor.